# Jabal Wamm
Jabal Wamm är ett berg i Förenade Arabemiraten.   Det ligger i emiratet Fujairah, i den nordöstra delen av landet, 220 kilometer nordost om huvudstaden Abu Dhabi. Toppen på Jabal Wamm är 799 meter över havet.
Terrängen runt Jabal Wamm är varierad. Närmaste större samhälle är Dibba Al-Fujairah, 6,4 kilometer öster om Jabal Wamm.
Trakten runt Jabal Wamm är ofruktbar med lite eller ingen växtlighet.  Trakten runt Jabal Wamm är ganska tätbefolkad, med 52 invånare per kvadratkilometer.